# Miss Czech Republic
Miss Czech Republic (do ledna 2018 Miss Face Czech Republic) je soutěž krásy pořádaná od roku 2010. Zakladatelkou se stala česká modelka a podnikatelka Taťána Makarenko, která působí i jako ředitelka a držitelka licencí. Kreativním ředitelem a oficiálním stylistou je Sam Dolce. Oficiálním trenérem je František Uvíra. Lektorem catwalku je Petr Varady. Vítězka jezdí reprezentovat na největší světovou soutěž Miss World s účastí více než 120 dívek z celého světa. Od roku 2019 pod Miss Czech Republic spadá také licence Mister World, tedy pánská soutěž pořádaná světovou soutěží Miss World. Finálový večer vysílá živě TV Nova.

## Historie
Od založení v roce 2010 až do ledna 2018 se soutěž jmenovala Miss Face Czech Republic. Finálový večer vysílá TV Nova. Od roku 2015 dívky z této soutěže reprezentují Česko na světových soutěžích Miss World, Miss Grand International, Miss International, Miss Intercontinental ,Miss Supranational. Soutěž také vlastní licenci na nově vzniklou soutěž krásy Miss Charm. Organizace vlastnila také v roce 2015 licenci na Miss Globe a Miss Tourism Queen Int. a od roku 2016 do 2018 licenci na Miss Global. Těchto tří soutěží se vzdala vzhledem k tomu, že získávala licence na prestižnější světové soutěže.

## Průběh
Soutěž není limitována výškou a je určena pro dívky mezi 17 a 25 lety s českým občanstvím nebo trvalým pobytem na území České republiky. Z castingů v obchodních centrech po celé republice postupuje do semifinále cca 70–90 dívek podle účasti. Semifinále probíhá 2 dny v několika kolech. První den je zúžen výběr na TOP 40, později je vybráno TOP 20 semifinalistek, ze kterých druhý je druhý den vybráno 10 finalistek. Finalistky mají společná soustředění a účastní se různých soutěžních disciplín a dovedností, ze kterých jsou udělovány doprovodné tituly. Konkrétně se jedná o Miss Photogenic, Miss Sport, Miss Bikini, Miss Top model, Miss Talent. Během finálového galavečera je z finalistek vybraná absolutní vítězka s právem reprezentovat na Miss World, další 4 vítězky (dříve vicemiss) jsou od roku 2020 na stejné úrovni v rámci „rovnocenných titulů“, jelikož se vybírají dle toho, na jakou světovou soutěž se nejvíce hodí a kde mají největší šanci uspět.

## Vítězka
Vítězka získává titul Miss World Czech Republic s právem účasti na Miss World a další ceny – bezplatný roční pronájem bytu v residenci Luka Living od partnera Elite Bath+Kitchen, roční užívání automobilu od společnosti Witty trade, korunku od společnosti Šenýr Bijoux a další sponzorské dary.

## Miss Czech Republic
- Miss World
- Miss Grand International
- Miss Supranational
- Miss International
- Miss Intercontinental
- Miss Charm
- Top Model of the World
- Miss Global
- Miss Globe
- Miss Tourism Queen International

| Rok     | Miss Czech Republic                  | vicemiss                               | vicemiss                          | vicemiss                   | vicemiss                             |
| Rok     | Miss Czech Republic                  | 1. vicemiss                            | 2. vicemiss                       | 3. vicemiss                | 4. vicemiss                          |
| ------- | ------------------------------------ | -------------------------------------- | --------------------------------- | -------------------------- | ------------------------------------ |
| 2010    | Lucie Klukavá (Ostrava)              | Pavlína Richtářová (Haňovice)          | Kateřina Marečková (Předboj)      |                            |                                      |
| 2011    | Lenka Hovorková (Chrudim)            | Lucie Zatloukalová (Olomouc            | Veronika Matrasová (Pardubice)    |                            |                                      |
| 2012    | Zuzana Juračková (Praha)             | Lucie Kovandová (Dolní Kounice)        | Patricie Skálová (Praha)          |                            |                                      |
| 2013    | Šárka Karnetová (Praha)              | Julie Řeháková (Praha)                 | Simona Kopečná (Praha)            | Nikola Franková (Praha)    |                                      |
| 2014    | Nela Prášilová (Praha)               | Claudie Bezpalcová (Praha)             | Veronika Dejová (Jihlava)         | Monika Vrágová (Praha)     |                                      |
| 2015    | Monika Vaculíková (Bruntál)          | Natálie Myslíková (Praha)              | Nikola Bechyňová (Praha)          | Veronika Thielová (Praha)  |                                      |
| 2016    | Nikola Uhlířová (Baška)              | Alice Činčurová (Praha)                | Zuzana Straková (Brno)            | Sarah Karolyiová (Praha)   |                                      |
| 2017/18 | Kateřina Kasanová (Semily)           | Kristýna Langová (Praha)               | Daniela Zálešáková (Most)         | Veronika Volkeová (Praha)  |                                      |
| 2019    | Denisa Spergerová (České Budějovice) | Maria Boichenko (Praha)                | Andrea Prchalová (Havlíčkův Brod) | Miroslava Pikolová (Praha) | Hana Vágnerová (Praha)               |
| 2020/21 | Karolína Kopíncová (Brno)            | Angelika Kostyshynová (Ústí nad Labem) | Natálie Kočendová (Karviná)       | Barbora Aglerová (Praha)   | Veronika Šmídová (Prostějov)         |
| 2022    | Krystyna Pyszková (Praha)            | Kristýna Malířová (Ústí nad Labem)     | Mariana Becková (Praha)           | Adéla Maděryčová (Břeclav) | Karolína Syroťuková (Ústí nad Labem) |

| Rok  | Miss Grand Czech Republic  |                             | Miss Czech Republic             | vicemiss                          | vicemiss |
| Rok  | Miss Grand Czech Republic  | 1. vicemiss                 | Miss Czech Republic             | 2. vicemiss                       |          |
| ---- | -------------------------- | --------------------------- | ------------------------------- | --------------------------------- | -------- |
| 2023 | Sophia Osako (Praha)       | Justýna Zedníková (Praha)   | Marie Jedličková (Praha)        | Dominika Němečková (Praha)        |          |
| 2024 | Veronika Biasiol (Praha)   | Adéla Štroffeková (Praha)   | Alina Demenťjeva (Vídeň)        | Julie Smékalová (Praha)           |          |
| 2025 | Markéta Mörwicková (Praha) | Linda Górecká (Dětmarovice) | Karolína Gorylová (Český Těšín) | Simona Procházková (Praha, Ibiza) |          |

## Úspěchy českých žen
Barevný klíč;
- Vítězka
- Finalistka
- Semifinalistka
- Čtvrtfinalistka
- Doprovodný titul

### Miss World
| Rok  | Jméno a příjmení   | Kraje            | Česká soutěž                  | Umístění        | Doprovodný titul                                                                |
| ---- | ------------------ | ---------------- | ----------------------------- | --------------- | ------------------------------------------------------------------------------- |
| 2025 | Linda Górecká      | Dětmarovice      | Miss Czech Republic 2025      | -               | -                                                                               |
| 2024 | Adéla Štroffeková  | Praha            | Miss Czech Republic 2024      | -               | -                                                                               |
| 2023 | Justýna Zedníková  | Praha            | Miss Czech Republic 2023      | nezúčastnila se | -                                                                               |
| 2022 | Krystyna Pyszková  | Praha            | Miss Czech Republic 2022/2023 | Miss World 2023 | Best Designer Dress Top 10 - Beauty With a Purpose Top 20 - Top Model challenge |
| 2021 | Karolína Kopíncová | Brno             | Miss Czech Republic 2020/21   | Top 13          | Top 10 - Beauty with a Purpose Top 13 - Miss World Top Model                    |
| 2019 | Denisa Spergerová  | České Budějovice | Miss Czech Republic 2019      | Ne              | Top 10 - Miss World Top Model                                                   |
| 2018 | Kateřina Kasanová  | Semily           | Miss Czech Republic 2017/18   | Ne              | Top 12 - Miss World Talent                                                      |
| 2013 | Lucie Kovandová    | Dolní Kounice    | 1. vicemiss 2012              | Ne              | Top 33 - Beach Fashion                                                          |

### Miss Grand International
| Rok  | Jméno a příjmení   | Kraje            | Česká soutěž                            | Umístění              | Doprovodný titul          |
| ---- | ------------------ | ---------------- | --------------------------------------- | --------------------- | ------------------------- |
| 2025 | Markéta Mörwicková | Praha            | Miss Grand Czech Republic 2025          | -                     | -                         |
| 2024 | Veronica Biasiol   | Liberecký        | Miss Grand Czech Republic 2024          | Ne                    | Top 20 national costume   |
| 2023 | Sophia Osako       | Praha            | Miss Grand Czech Republic 2023          | Top 20                | -                         |
| 2022 | Mariana Becková    | Praha            | 2. vicemiss Miss Czech Republic 2022    | 4. vicemiss, 5. místo | Miss Social Media         |
| 2021 | Barbora Aglerová   | Praha            | 3. vicemiss Miss Czech Republic 2020/21 | Ne                    | -                         |
| 2020 | Denisa Spergerová  | České Budějovice | Miss Czech Republic 2019                | Top 10, 9. místo      | Top 10 - Best in Swimsuit |
| 2019 | Maria Boichenko    | Praha            | 1. Miss Czech Republic vicemiss 2019    | TOP 20, 11. místo     |                           |
| 2018 | Kristýna Langová   | Praha            | 1. Miss Czech Republic vicemiss 2017/18 | Ne                    | -                         |
| 2017 | Nikola Uhlířová    | Baška            | Miss Czech Republic 2016                | 4. vicemiss, 5. místo |                           |
| 2016 | Monika Vaculíková  | Bruntál          | Miss Czech Republic 2015                | Ne                    | -                         |
| 2015 | Taťána Makarenko   | Praha            | Jmenován                                | TOP 20, 11. místo     |                           |
| 2014 | Jana Zapletalová   | Praha            | iMiss 2011                              | Ne                    | -                         |
| 2013 | Markéta Břízová    | Ostrava          | České Miss 2013 – Top 10                | Ne                    | -                         |

### Miss Supranational
| Rok  | Jméno a příjmení      | Kraje          | Česká soutěž                            | Umístění                      | Doprovodný titul                                                                   |
| ---- | --------------------- | -------------- | --------------------------------------- | ----------------------------- | ---------------------------------------------------------------------------------- |
| 2025 | Karolína Gorylová     | Český Těšín    | 1. vicemiss Miss Czech Republic 2025    | -                             | -                                                                                  |
| 2024 | Justýna Zedníková     | Praha          | Miss Czech Republic 2023                | 2nd runner up 2024 (3. místo) | -                                                                                  |
| 2023 | Marie Jedličková      | Praha          | 1. vicemiss Miss Czech Republic 2023    | Ne                            | Top Model of the Europe Top 29 - Miss Talent                                       |
| 2022 | Kristýna Malířová     | Ústí nad Labem | 1. vicemiss Miss Czech Republic 2022    | Top 12                        | Top Model Top 42 - Miss Supra Influencer                                           |
| 2021 | Angelika Kostyshynová | Ústí nad Labem | 1. vicemiss Miss Czech Republic 2020/21 | Top 24                        | Top 11 - Miss Elegance                                                             |
| 2019 | Hana Vágnerová        | Praha          | 4. vicemiss Miss Czech Republic 2019    | Top 10                        | Miss Supranational Europe Top 10 - Supra Fan Vote Top 16 - Supra Chat with Valeria |
| 2015 | Taťána Makarenko      | Praha          | Appointed                               | Top 20                        | Miss Photogenic Top 3 - Best Body                                                  |
| 2013 | Lucie Klukavá         | Ostrava        | Miss Czech Republic 2010                | Ne                            | -                                                                                  |

### Miss International
| Rok  | Jméno a příjmení   | Kraje          | Česká soutěž                            | Umístění | Doprovodný titul |
| ---- | ------------------ | -------------- | --------------------------------------- | -------- | ---------------- |
| 2025 | Simona Procházková | Praha, Ibiza   | 2. vicemiss Miss Czech Republic 2015    | -        | -                |
| 2024 | Alina Demenťjeva   | Vídeň          | Miss International Czech Republic 2024  | Top 8    | -                |
| 2023 | Dominika Němečková | Praha          | 3. vicemiss Miss Czech Republic 2023    | Ne       | -                |
| 2022 | Adéla Maděryčová   | Břeclav        | 3. vicemiss Miss Czech Republic 2022    | Ne       | -                |
| 2019 | Andrea Prchalová   | Havlíčkův Brod | 2. vicemiss Miss Czech Republic 2019    | Ne       | -                |
| 2018 | Daniela Zálešáková | Most           | 2. vicemiss Miss Czech Republic 2017/18 | Ne       | -                |
| 2017 | Alice Činčurová    | Praha          | 1. vicemiss Miss Czech Republic 2016    | Ne       | -                |

### Miss Intercontinental
| Rok  | Jméno a příjmení    | Kraje       | Česká soutěž                              | Umístění | Doprovodný titul     |
| ---- | ------------------- | ----------- | ----------------------------------------- | -------- | -------------------- |
| 2025 | Natálie Puškinová   | Brnky       | 4. vicemiss Miss Czech Republic 2025      | -        | -                    |
| 2024 | Julie Smékalová     | Praha       | Miss Intercontinental Czech Republic 2024 | Top 22   | -                    |
| 2023 | Anna Benešová       | Praha       | 4. vicemiss Miss Czech Republic 2023      | Top 22   | -                    |
| 2022 | Karolína Syroťuková | Chabařovice | 4. vicemiss Miss Czech Republic 2022      | Top 20   | Sunrise Meraki Model |
| 2021 | Veronika Šmídová    | Prostějov   | 4. vicemiss Miss Czech Republic 2020/21   | Top 20   | -                    |
| 2019 | Miroslava Pikolová  | Praha       | 3. vicemiss Miss Czech Republic 2019      | Top 20   | -                    |
| 2018 | Veronika Volkeová   | Praha       | 3. vicemiss Miss Czech Republic 2017/18   | Top 20   | -                    |
| 2017 | Sarah Karolyiová    | Praha       | 3. vicemiss Miss Czech Republic 2016      | Top 15   | -                    |
| 2016 | Veronika Thielová   | Praha       | 3. vicemiss Miss Czech Republic 2015      | Top 15   | Best Smile           |
| 2015 | Natálie Myslíková   | Praha       | 1. vicemiss Miss Czech Republic 2015      | Top 15   | -                    |

### Miss Global
| Rok  | Jméno a příjmení | Kraje | Česká soutěž                         | Umístění      | Doprovodný titul |
| ---- | ---------------- | ----- | ------------------------------------ | ------------- | ---------------- |
| 2018 | Nikola Uhlířová  | Baška | Miss Czech Republic 2016             | Top 20        | -                |
| 2017 | Zuzana Straková  | Brno  | 2. vicemiss Miss Czech Republic 2016 | Top 20        | -                |
| 2016 | Nikola Bechyňová | Praha | 2. vicemiss Miss Czech Republic 2015 | 3rd runner up | -                |

### Top Model of the World
| Rok  | Jméno a příjmení  | Kraje   | Česká soutěž                            | Umístění                    | Doprovodný titul |
| ---- | ----------------- | ------- | --------------------------------------- | --------------------------- | ---------------- |
| 2021 | Natálie Kočendová | Karviná | 2. vicemiss Miss Czech Republic 2020/21 | Top Model of the World 2021 | -                |

### Miss Charm
| Rok  | Jméno a příjmení | Kraje | Česká soutěž | Umístění | Doprovodný titul |
| ---- | ---------------- | ----- | ------------ | -------- | ---------------- |
| 2023 | -                | -     | -            | -        | -                |

### Miss Globe
| Rok  | Jméno a příjmení | Kraje | Česká soutěž             | Umístění | Doprovodný titul |
| ---- | ---------------- | ----- | ------------------------ | -------- | ---------------- |
| 2015 | Šárka Karnetová  | Praha | Miss Czech Republic 2013 | Ne       | Miss Elegance    |

### Miss Tourism Queen International
| Rok  | Jméno a příjmení  | Kraje | Česká soutěž                         | Umístění | Doprovodný titul |
| ---- | ----------------- | ----- | ------------------------------------ | -------- | ---------------- |
| 2015 | Natálie Myslíková | Praha | 1. vicemiss Miss Czech Republic 2015 | Top 10   | Best Smile       |

### Miss Tourism International
| Rok  | Jméno a příjmení | Kraje   | Česká soutěž             | Umístění | Doprovodný titul |
| ---- | ---------------- | ------- | ------------------------ | -------- | ---------------- |
| 2013 | Lucie Klukavá    | Ostrava | Miss Czech Republic 2010 | Ne       | -                |